# De Ridder (geslacht)

De Ridder is een Nederlands geslacht waarvan een lid in 1816 in de Nederlandse adel werd verheven en met hem in 1860 uitstierf.

## Geschiedenis
De stamreeks begint met Gerrit Ridder Everts Hoeyckmansz., alias Gerrit Heyckman de Ridder die in of voor 1546 stierf. Een nazaat, Willem de Ridder (1680-1735) werd in 1725 raad in de vroedschap van Utrecht, net als zijn kleinzoon. Zijn achterkleinzoon werd bij KB van 24 november 1816 verheven in de Nederlandse adel, maar had geen nageslacht zodat het geslacht met hem uitstierf.

## Enkele telgen
Willem de Ridder (1680-1735), raad in de vroedschap en schepen van Utrecht
- mr. Dirk de Ridder (1714-1755)
  - mr. Jan Pieter de Ridder (1741-1801), raad in de vroedschap en tweede burgemeester van Utrecht
    - jhr. Willem de Ridder (1785-1860), vrederechter, lid van de ridderschap van Holland, laatste telg van het adellijke geslacht